# Theodorus Rsjtoeni
Theodorus Rsjtoeni (ca. 595 - Damascus, 656) was een Armeens edelman die vanaf 640 een belangrijke rol speelde in het bestuur en de militaire leiding van Armenië.

## Achtergrond
Vanaf het ontstaan van Armenië was het land een strijdtoneel voor het Romeinse Rijk (later het Byzantijnse Rijk) en het Perzische Rijk. In het begin van de 7e eeuw waren de Byzantijnen en de Perzen door hun oorlogen ernstig verzwakt. De Arabieren profiteerden hiervan door de Perzen te verslaan en grote delen van het Byzantijnse Rijk te bezetten. Nu kwam Armenië op de grens van het Byzantijnse Rijk en het Arabische Rijk te liggen.

## Leven van Theodorus
Theodorus was een naharar (leider van een adellijke familie en regionaal bestuurder), in 628 was hij betrokken bij de benoeming van de nieuwe patriarch.
In 640 beginnen de Arabische invallen in Armenië. Theodorus heeft samen met de Byzantijnse generaal Procopius de leiding over de verdediging. Door onenigheid voeren ze ieder hun eigen oorlog, Theodorus met redelijk succes maar Procpoius wordt verslagen. In 641 steunt hij de benoeming van patriarch Nerses III. In 642 plunderen de Arabieren de Armeense hoofdstad Dvin. Om de verdediging van Armenië te organiseren geeft keizer Constans II het commando aan Theodorus en benoemt hem tot sparapet (opperbevelhebber), isjkan (prins) en curopalates (eretitel). In 645 steunt Theodorus de benoeming van Varaz-Tiroç II Bagratoeni tot isjkan. Na diens snelle overlijden worden Theodorus en Smbat V Bagratoeni samen tot isjkan benoemd.
In 649 doet Constans II een poging om de Katholieke en Armeense kerken te verenigen maar die wordt afgewezen door de Armeense bisschoppen en naharars tijdens het concilie van Dvin. Uit ongenoegen hierover ontneemt Constans aan Theodorus de functie van isjkan. Theodorus geeft geen gevolg aan de oproep van de keizer om zich met zijn troepen bij het leger te voegen voor een veldtocht tegen de Arabieren, maar zendt zijn zoon Vard. Het Byzantijnse leger wordt vernietigend verslagen door de Arabieren, Vard is met zijn troepen voor de veldslag gedeserteerd. Uit angst voor de keizer zoekt Theodorus in 651 of 653 aansluiting bij de Arabieren, gevolgd door een groot deel van de Armeense adel. Constans trekt daarop met een groot leger naar Armenië en het grootste deel van de adel onderwerpt zich weer aan hem. Theodorus neemt de afgezanten van de keizer echter gevangen en verschanst zich op een eiland in het Vanmeer. Constans benoemt Musel Mamikonian tot isjkan en benoemt een Byzantijnse gouverneur voor Armenië. Theodorus vlucht in 654 naar Damascus en wordt door een Arabisch leger hersteld als isjkan en ostikan (gouverneur), Musel Mamikonian geeft zijn titel op. De Arabieren vertrouwen hem echter niet en verbannen hem in 655 naar Damascus. In 656 overlijdt hij, zijn lichaam wordt begraven in zijn familiegraf in Armenië